# Christian Ludwig Brehm
Pour les articles homonymes, voir Brehm.
Christian Ludwig Brehm, né le 24 janvier 1787 à Schönau vor dem Walde, près de Gotha et mort le 23 juin 1864 à Renthendorf, est un pasteur et ornithologue allemand.

## Biographie
Après des études à l'université de Iéna, Christian Brehm, en 1813, devient pasteur à une centaine de kilomètres au sud de Leipzig où il demeurera jusqu'à sa mort. Auteur extrêmement prolifique, il fait notamment paraître Beiträge zur Vogelkunde (1820-1822) où il décrit 104 espèces d'oiseaux d'Allemagne et le Handbuch der Naturgeschichte aller Vögel Deutschlands (1831).
Brehm accumule une collection de 15 000 peaux d'oiseaux. Il les propose au musée zoologique de Berlin (l'actuel musée d'histoire naturelle de Berlin) mais la transaction ne se conclut pas. Après la mort de Christian Brehm, ses peaux sont conservées dans le grenier de sa maison où Otto Kleinschmidt finit par les découvrir quelques années plus tard. Kleinschmidt finit par persuader Lord Lionel Walter Rothschild de les lui acheter et la collection, finalement, arrive au Walter Rothschild Zoological Museum à Tring en 1900.
Christian Brehm est le père du zoologiste allemand Alfred Edmund Brehm.